# Ove Wilhelm Paulsen
Ove Vilhelm Paulsen ( 22 de marzo de 1874 - 29 de abril de 1947) fue un botánico, y algólogo danés. Estudió en la Universidad de Copenhague con el profesor Eugen Warming. Fue curador del "Museo Botánico" de la "Universidad de Copenague" de 1905 a 1920, cuando pasó a ser profesor de botánica en la Pharmaceutical College en Copenhague, posición que mantuvo hasta 1947. Estudió la flora de Dinamarca, el plancton del Atlántico Norte, y lae flora de Asia Central. Realizó expediciones al norte de Persia y de Pamir, tempranamente entre 1898 a 1899. Durante sus viajes a través de Pamir, fue acompañado por el explorador también danés Ole Olufsen. Ove Paulsen visitó Norteamérica con la segunda International Phytogeographic Excursion y, posteriormente, describió la zonificación de biomas del este al oeste, en un documento.

## Algunas publicaciones
- Børgesen, F. & Paulsen, O. 1898. Om Vegetationen paa de dansk-vestindiske Øer. København: Nordisk Forlag. 114 pp. Edición francesa de 1900: La végétation des Antilles Danoises en francés por Mlle S.Eriksson. Ver notas de Børgesen.

- Ostenfeld, C.H. & Ove Paulsen. 1910-1911. Marine plankton from the East-Greenland Sea (W. of 6° W Long, and N. of 73° 30’ N Lat.): collected by the "Danmark-Expedition" 1906-1908. Meddelelser om Grønland vol. 43 (11).
  - I : List of diatoms and flagellates / de C.H. Ostenfeld. 1910
  - II : Protozoa / de C.H. Ostenfeld. 1910
  - III : Peridiniales / by Ove Paulsen. 1910
  - IV : General remarks on the microplankton / de C.H. Ostenfeld & Ove Paulsen. 1911

- Paulsen, O. 1949. Observations on Dinoflagellates. Editado por J. Grøntved). Biologiske Skrifter / Kongelige Danske Videnskabernes Selskab 6 (4): 1-67.

- La abreviatura «Paulsen» se emplea para indicar a Ove Wilhelm Paulsen como autoridad en la descripción y clasificación científica de los vegetales.[4]